# Yen Sid
Yen Sid es un personaje originario del segmento "El aprendiz de brujo" de la película de Disney Fantasía (1940), posteriormente siendo reutilizado en Fantasía 2000 (1999). Está inspirado en el brujo del poema Der Zauberlehrling, de Johann Wolfgang von Goethe. Décadas después de su debut, Yen Sid comenzó a aparecer en varios medios de The Walt Disney Company, incluyendo atracciones de parques temáticos, programas de televisión, y videojuegos.
Es un poderoso hechicero que aparece como un anciano con una barba larga, vestido con una túnica azul que se extiende hasta el suelo, y lleva un sombrero azul con una luna y varias estrellas, el cual es lo que principalmente le simboliza. Su nombre, el cual es "Disney" escrito al revés, fue un apodo creado por los animadores de Disney, ya que el personaje no tenía nombre en pantalla, como tampoco lo tenía el personaje en el poema original de Goethe. Historiadores del cine creen que Fred Moore creó su nariz a imagen y semejanza de la de Walt Disney, e incluso sus cejas.

## Apariciones

### El aprendiz de brujo(1940)
En el segmento de Fantasía en el que debutó, aparece ejecutando una serie de hechizos que son observados por su aprendiz, Mickey Mouse, y luego decide tomar un descanso, dejando atrás su sombrero. Mickey toma el sombrero y usa su magia para dar vida a una escoba para terminar la tarea de traer agua del pozo. Sin embargo, Mickey no sabe cómo detener la magia ahora que se ha activado y, después de quedarse dormido, todo el sótano se inunda. Eventualmente, Yen Sid reaparece y usa su magia para hacer retroceder las aguas y deshacer el hechizo que causó el problema en primer lugar. A partir de ahí, recupera su sombrero y recoge la escoba, y tras lanzar una mirada severa a Mickey, usa la escoba para golpearle y enviarle de regreso a terminar sus tareas.

### Otras apariciones en animación
En el episodio de 1971 del programa The Wonderful World of Disney "Disney on Parade", Yen Sid (siendo referido como "Merlín el Magnífico") hace una breve aparición interrumpiendo el espectáculo de baile de los personajes de Disney haciéndolos desaparecer a todos menos a Mickey. Con una voz retumbante, Yen Sid pregunta si Mickey realmente planea hacer un buen espectáculo sin magia, una idea que le parece absurda. Un relámpago cae sobre el escenario y cuando vuelven las luces, Mickey se encuentra con su disfraz de "aprendiz de brujo"; Yen Sid le aconseja que busque en sus bolsillos, y el ratón encuentra polvo de hadas en él, que luego usa para armar un acto de magia con la ayuda de Yen Sid.
Yen Sid aparece de forma recurrente en la serie de televisión House of Mouse (2001-2003), haciendo cameos como uno de los invitados del club titular. También aparece en la película directa a vídeo de la serie, La Navidad Mágica de Mickey (2001), donde a causa de la magia de la Navidad su sombrero de brujo es transformado en un sombrero de Santa Claus.
En la serie The Wonderful World of Mickey Mouse, Yen Sid apearece en el episodio "Keep on Rollin'" (2020), como el disc jockey de la pista de patinaje a la que asisten Mickey y sus amigos.

### Parques temáticos
Yen Sid aparece en varias atracciones y espectáculos de los Parques Disney, incluyendo Flights of Fantasy Parade en Disneyland, Mickey and the Magical Map, y World of Color: Celebrate!

### Videojuegos
En el videojuego para PC Disney's Phonic Quests (2001), Yen Sid (referido simplemente como "El Brujo") aparece en su hogar diciendo a su aprendiz Mickey que va a ausentarse un rato y espera que cuando vuelva encuentre todo en orden, y le ordena especialmente no tocar su libro de hechizos.
Yen Sid es un personaje recurrente en la serie de videojuegos Kingdom Hearts, donde es un Maestro de la Llave Espada retirado. En los juegos vive en un mundo llamado Torre de los Misterios, y su papel es guiar y aconsejar a los personajes en sus aventuras cuando le visitan. Sus apariciones en la serie incluyen los títulos Kingdom Hearts II (2005), Birth by Sleep (2010), Re:coded (2010), Dream Drop Distance (2012), Birth by Sleep - A Fragmentary Passage (2017), Kingdom Hearts III (2019), y Melody of Memory (2020).
Aparece en el videojuego Epic Mickey (2010) como narrador y como creador de un mundo de lápiz y papel para que residan todas las creaciones olvidadas de Disney, incluido Oswald el conejo afortunado, antes de que las acciones no intencionales de Mickey lo conviertan en el Páramo. También sirve de narrador en Epic Mickey 2 (2012), donde su única aprición es brevemente al comienzo durante la explicación de los acontecimientos del juego anterior.
En Disney Magical World (2013), Yen Sid aparece como el creador del mundo principal conocido como Castleton, el hogar pacífico de docenas de ciudadanos y personajes de Disney. Además de aparecer en la cinemática de apertura del juego, Yen Sid también llama al jugador en busca de ayuda para derrotar a un ejército de fantasmas que ha invadido el tranquilo reino. Vuelve a aparecer en la secuela, Disney Magical World 2 (2015).
Yen Sid también aparece en Fantasia: Music Evolved (2014), donde emplea al jugador como su nuevo aprendiz.

### Literatura
Yen Sid ha aparecido raramente en historias de cómic de Mickey Mouse.
En el libro precuela de la película Descendants, La Isla de los Perdidos (2015), Yen Sid es un profesor en la escuela a la que asisten los hijos de los villanos, siendo enviado ahí por el Rey Bestia para intentar aplicarles algo de bondad, y enseñarles a vivir utilizando la ciencia en lugar de la magia. Vuelve a aparecer en el libro secuela Retorno a la Isla de los Perdidos (2016), donde forma un grupo de hijos de villanos que no quieren seguir los pasos de sus padres y quieren ser buenos como Mal (hija de Maléfica) y sus amigos, a los cuales Yen Sid aconseja en su aventura.